# La «niña gorda»
La «niña gorda» és una novel·la humorística de Santiago Rusiñol publicada per primer cop el 1917.

## Sinopsi
La història comença amb el naixement d’una nena excepcionalment corpulenta en un entresol del carrer Torrent de l’Olla. Els seus pares, en Giordano Bruno, un repartidor de novel·les per entregues i lliurepensador, i la Narcisa, una catòlica devota, es troben desorientats davant la peculiaritat de la seva filla, tant pel que fa a l’educació com a les seves necessitats alimentàries. La protagonista, cada cop més apassionada per la lectura de fulletons sentimentals, es refugia en aquestes històries com a única font de sentit per a la seva existència. La situació familiar pren un gir inesperat amb l’arribada d'un vell amic del pare, un domador procedent de l'Argentina. Junts, conceben la idea de muntar una barraca de fira anomenada «Palau dels fenòmens». Aquesta atracció combina les habilitats del domador, la singularitat d’un home tatuat i, com a principal reclam, l’exhibició de la niña gorda com a fenomen de fira.

## Edicions
- Barcelona: Antoni López, 1917[3]
- Barcelona: Quaderns Crema, 1991[3]
- Barcelona: L'Avenç, 2015[2]